# 圣洛朗德索
圣洛朗德索（法語：Saint-Laurent-des-Eaux，法語發音：[sɛ̃ lɔʁɑ̃ dez‿o]）是法国卢瓦-谢尔省的一个旧市镇。1972年1月1日，圣洛朗德索与市镇卢瓦尔河畔努昂合并为市镇圣洛朗-努昂。

## 地名
缩合冠词“des”发音为[de]，在《法汉译音表》中对应“代”字，但其仅在“圣莫代福塞”（Saint-Maur-des-Fossés）等少数地名中译作“代”，《世界地名翻译大辞典》、《世界地名译名词典》和《法国地图册》等主流地名译名类书籍资料中多译作“德”。

## 地理
圣洛朗德索（47°43'N, 1°36'E）位于法国中央-卢瓦尔河谷大区卢瓦-谢尔省，该省份为法国中北部省份，北起厄尔-卢瓦省，东北接卢瓦雷省，东南接谢尔省，南至安德尔省，西南接安德尔-卢瓦尔省，西北接萨尔特省。
圣洛朗德索的时区为UTC+01:00、UTC+02:00（夏令时）。

## 行政
圣洛朗德索的邮政编码为41220，INSEE市镇编码为41220。

## 人口
卢瓦尔河畔努昂于1968年3月1日时的人口数量为1725人。